# Taucha
Taucha − miasto w Niemczech, w kraju związkowym Saksonia, w okręgu administracyjnym Lipsk, w powiecie Nordsachsen, do 31 lipca 2008 miasto leżało w zlikwidowanym już powiecie Delitzsch.
Taucha leży ok. 10 km na północny wschód od Lipska.
Przez miasto przebiega droga krajowa B87.

## Bibliografia

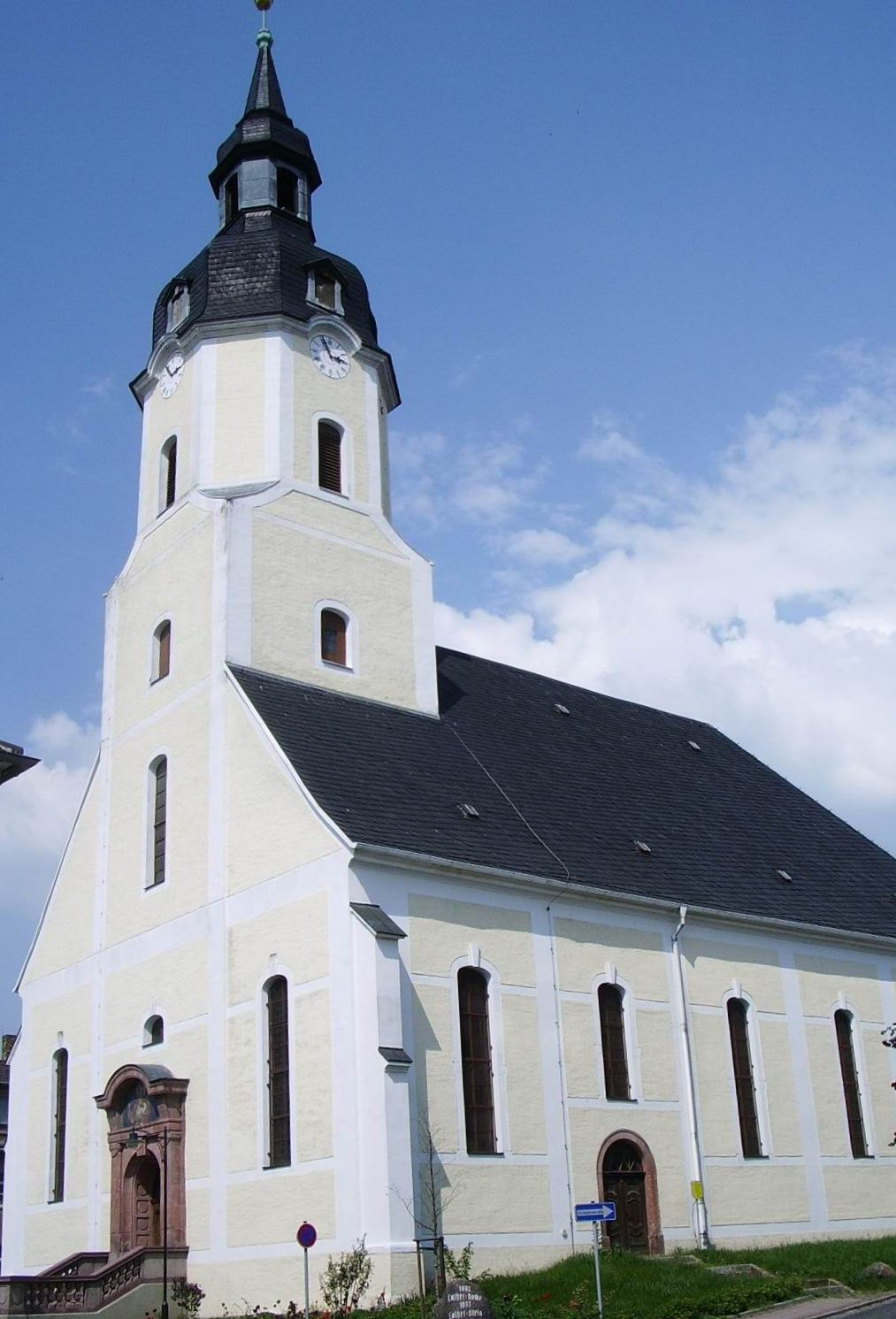
Kościół w Taucha

## Współpraca
- Chadrac, Francja
- Espaly-Saint-Marcel, Francja